# Юстус Грассманн
Юстус Грассманн (нім. Justus Grassmann; 1895 — 2 листопада 1961) — німецький льотчик-ас, лейтенант Імперської армії.

## Біографія
Учасник Першої світової війни, літав у складі 32-го льотного дивізіону. 17 жовтня 1917 року перейшов в 10-ту винищувальну ескадрилью, де і залишався до кінця війни.
Всього за час бойових дій здобув 10 перемог, з них 3 аеростати. Пілотом збитого ним 28 липня 1918 року Camel (третя перемога), ймовірно, був лейтенант Вільям Стефенсон з 73-ї ескадрильї, кавалер хреста «За видатні льотні заслуги» та Воєнного хреста, який того ж дня здобув свою 12-ту перемогу.

## Нагороди
- Залізний хрест
  - 2-го класу
  - 1-го класу (1918)
- Королівський орден дому Гогенцоллернів, лицарський хрест з мечами (1918)